# 威厳ある移送 (アメリカ軍)

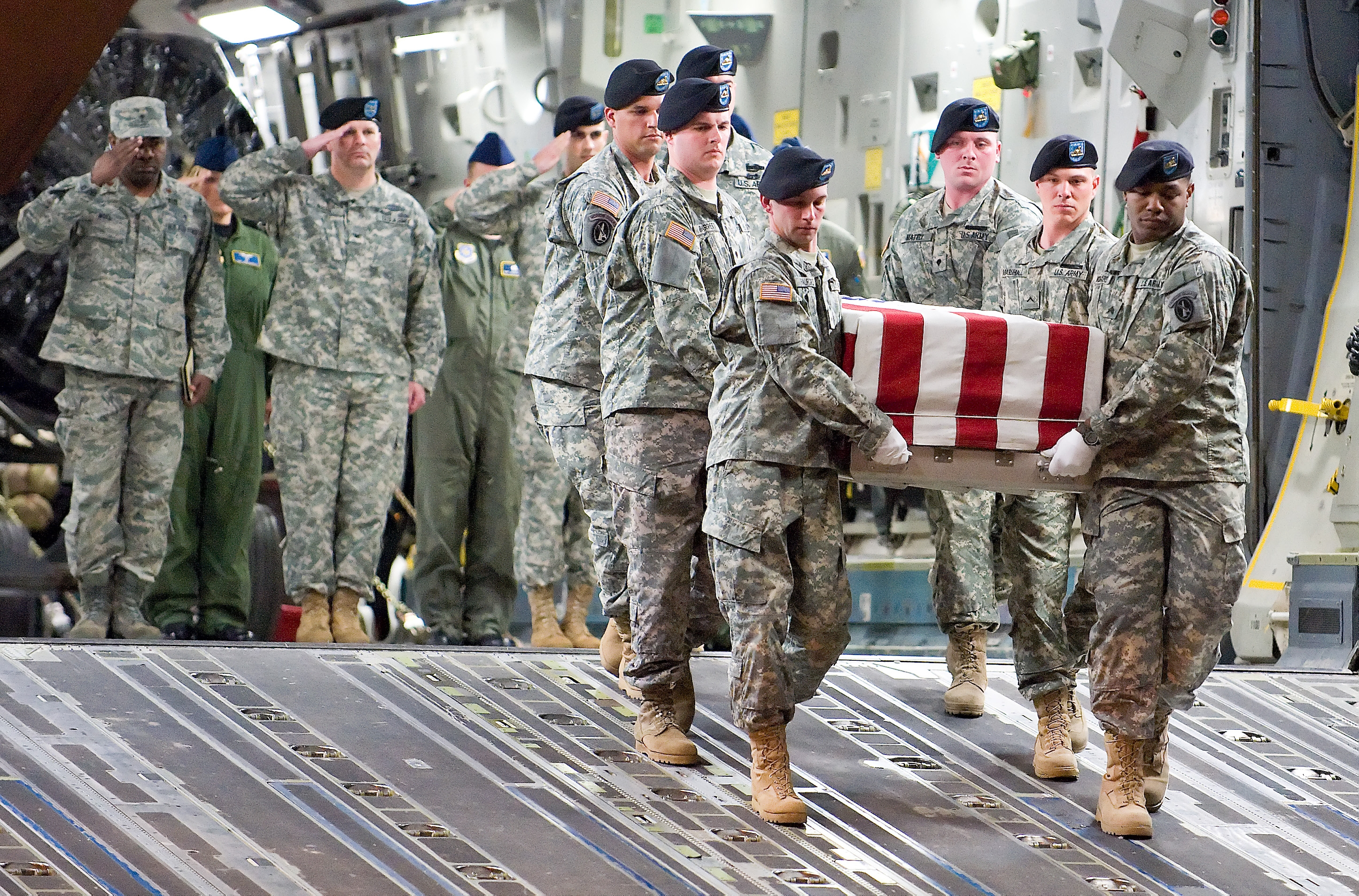
イラク戦争で戦死したアメリカ陸軍兵士のイスラエル・カンデラリア・メヒアス特技兵(Spc. Israel Candelaria Mejias)の遺体を輸送機から降ろす場面

威厳ある移送（いげんあるいそう、英語：Dignified transfer）は、アメリカ合衆国に奉仕中に死亡した軍人の遺体を作戦地域から本国に送還する手続きである。

## 概要

### 手順
威厳ある移送の手順は、以下のとおりである。
- デラウェア州のドーバー空軍基地に遺体を乗せた輸送機が到着する。
- 遺体が輸送機から移送車両に移される。
- アメリカ空軍チャールズ・C・カーソン葬儀センターに運ばれ安置される。

### 性質
アメリカ軍当局は、遺族が出席に対して義務を感じないように、威厳ある移送を式典として指定していない。その代わりに「棺の厳粛な移送(a solemn movement of the transfer case)」の手続きであると表現している。

### 対象
威厳ある移送の対象は、アメリカ合衆国に奉仕中に死亡した全ての軍人である。死亡した兵士が所属していた軍種の高級将校が威厳ある移送が実施される都度に、その管理者となり、棺を運ぶ兵士のチームを編成する。

### 国防総省の方針
アメリカ国防総省の方針によると、遺体は、死亡場所から直接ドーバー空軍基地に送還するか、ドイツのラムシュタイン空軍基地を経由してドーバー空軍基地に送還されなければならない。その後、速やかに遺族のもとに返還されるものとする。また、複数の死亡した兵士が同時にドーバー空軍基地に送還された場合でも、輸送機から移送車両に移される際は、必ず1名ずつ移さなければならない。

## その他

### メディア対応
1991年から2009年まで、威厳ある移送のメディアアクセスは禁止されていた。しかしながら、2009年3月以降は、遺族の同意を条件とし、メディアの出席を認めている。ただし、その対象は、不朽の自由作戦、イラク戦争、生来の決意作戦など、特定の作戦に従事し死亡した場合に限られている。

### 大統領等の出席
2011年8月9日、バラク・オバマ大統領、レオン・パネッタ国防長官、マイケル・マレン統合参謀本部議長らが、3日前にアフガニスタンで撃墜されたヘリコプターに搭乗し死亡した38人のアメリカ人とアフガン人の威厳ある移送に出席した(2011年のアフガニスタンにおけるチヌーク撃墜事件)。更に、2021年8月29日には、ジョー・バイデン大統領、ジル・バイデン大統領夫人らが、アフガニスタンで発生したカーブル国際空港自爆テロ事件で死亡した13人のアメリカ軍人の威厳ある移送に出席した。